# Max Berner (Jurist)
Carl Heinrich Ludwig Max Berner (* 26. Mai 1855 in Berlin; † 1935 in Berlin) war ein deutscher Richter sowie ab 1903 Mitglied des deutschen Kolonialrats.

## Leben
Der Jurist Berner schlug die richterliche Laufbahn ein und durchlief die üblichen Stufen dieses Karriereweges. 1881 war er zunächst Gerichtsassessor, im Jahr daraus Amtsrichter, 1890 Landrichter und 1898 Kammergerichtsrat. Ab 1899 war er als Oberverwaltungsgerichtsrat in Berlin tätig und ab 1903 auch Mitglied der Justizprüfungskommission. Im gleichen Jahr trat er in den deutschen Kolonialrat ein, in dem er als Mittelsmann der evangelischen Missionsgesellschaften zum Reichskolonialamt im Rang eines Geheimrats tätig war. 1906 reiste er in die Kolonie Deutsch-Ostafrika.
Teil seiner Tätigkeit im Kolonialrat war, Berichte und Beschwerden der Missionare in Bezug auf das Vorgehen der Kolonialverwaltung anzunehmen und weiterzuleiten, so etwa bei den Vorfällen mit der Zauberbande von Iringa ab Dezember 1908, bei denen mehreren Indigenen Mord und Kannibalismus vorgeworfen und in der Folge Todesurteile vollstreckt wurden. Berner nahm hierbei die Beschwerde von Mitgliedern der Berliner Missionsgesellschaft an, wonach der Gouverneur der Kolonie Deutsch-Ostafrika Rechenberg bei der Bestätigung der Todesurteile die Missionare als mit Sprache und Traditionen der indigenen Gesellschaften vor Ort vertrauten Experten hätte hinzuziehen müssen.
1918 wurde Berner Senatspräsident und 1922 Vizepräsident des Preußischen Oberverwaltungsgerichts in Berlin. Kurz danach wurde er pensioniert. Weiterhin war er Mitglied des Deutschen Evangelischen Kirchenausschusses und betätigte sich auch als Autor verschiedener kirchenrechtlicher Publikationen.

## Werke (Auswahl)
- Der Schutz der kirchlichen Minderheiten. Warneck. Berlin. 1919.
- Das Kirchenregiment in der altpreussischen Landeskirche. Säemann-Verlag. Berlin. 1919. 2 Auflagen.
- Die rechtliche Natur des Deutschen Evangelischen Kirchenbundes. C. Heymann. Berlin. 1930.
- Das Bestattungswesen in Preussen. C. Heymann. Berlin. 1932.